# Amigdalina

Estrutura química da Amigdalina

Amigdalina é um composto químico natural, conhecido principalmente por ser falsamente promovido como cura para o cancro. Encontra-se principalmente nos caroços de damasco, amêndoas amargas, maçãs, pêssegos e ameixas.
A amigdalina está classificada como glicosídeo cianogénico, uma vez que cada molécula de amigdalina inclui um grupo de nitrilo, que pode ser libertado como anião tóxico de cianeto mediante ação de beta-glicosidases. A ingestão de amigdalina liberta cianeto no corpo humano, o que pode causar intoxicação por cianeto.
Desde o início da década de 1950 que a amigdalina e uma forma modificada de amigdalina denominada laetrile têm sido promovidas como terapia alternativa para o tratamento de cancro, muitas vezes sob o falso rótulo de vitamina B17. No entanto, nem a amigdalina nem o laetrile são vitaminas, nem as evidências científicas demonstraram que sejam eficazes no tratamento de qualquer tipo de cancro. Além de ineficazes, são potencialmente tóxicos ou fatais quando ingeridos por via oral devido ao elevado risco de intoxicação por cianeto. A promoção de laetrile para o tratamento de cancro tem sido descrita na literatura científica como exemplo canónico de charlatanismo e como uma das mais manhosas, sofisticadas e lucrativas fraudes na história.